# Arnošt Sádlík

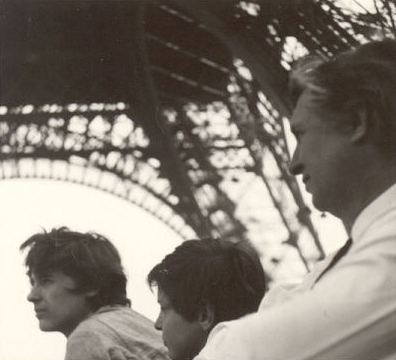
Prof. Arnošt Sádlík se svými syny Markem a Pavlem, Paříž 1973

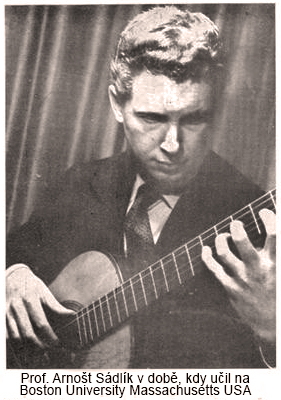
Prof. Arnošt Sádlík

Profesor Arnošt Sádlík (27. května 1927 Brno – 21. srpna 1998) byl český kytarista, loutnista a hudební pedagog.

## Život
Narodil se 27. května v roce 1927 v Brně. Ačkoliv jeho otec pracoval celý život v dělnických povoláních, nikdy mu nebylo bráněno v rozvíjení jeho talentu a lásce k hudbě. Od školních let hrál na housle, které v šestnácti vyměnil za kytaru. První odborné znalosti v tomto oboru získal u prof. Vojtěcha Tukače, stále ještě v Brně. Hned po válce, v roce 1946, se přihlásil a složil úspěšně zkoušky ke studiu na Pražské konzervatoři. Zde pod vedením prof. Štěpána Urbana v roce 1951 absolvoval s vyznamenáním a stal se prvním absolventem v oboru hry na klasickou kytaru. Současně s kytarou studoval i dirigování, které absolvoval v roce 1953 u profesora Bohuslava Špidry a Aloise Klímy.
Hudbu se též snažil průběžně nasávat všemi možnými způsoby a tak tajně, bez vědomí školy docházel do tehdy vyhlášených hudebních kaváren, kde hrál a jamoval se slavnými muzikanty té doby. Seznámil se například s Karlem Krautgartnerem, Gustavem Bromem, Karlem Vlachem. S posledně jmenovaným i nějaký čas veřejně vystupoval. Avšak láska k vážné hudbě a i politická situace, která „cizáckému“ jazzu příliš nepřála, přinutila Arnošta Sádlíka k návratu ke klasické kytaře.
Arnošt Sádlík se nadále věnoval pouze koncertování a prezentaci skladeb renomovaných, převážně zahraničních klasiků (Giuliani, Bach, Albenic, Tarrega...) upravených pro duo a společně s houslistou Karlem Strožem realizoval stovky úspěšných koncertů v Československu i v zahraničí. Úpravy pro kvartet od Händela, Bacha, Leclaira, Stamitze či Paganiniho prezentoval společně s Janem Šircem na violoncello, Karlem Strožem na housle a Karlem Kosem na basklarinet a dosahoval především při sólové interpretaci těchto náročných kusů mimořádné virtuozity, jak na kytaru, tak i na loutnu. Po lehkém politickém uvolnění v šedesátých letech přijal nabídku od Bostonské univerzity a odjel šířit, coby pedagog, dobré jméno právě vznikající „České kytarové školy“ do USA.
Po návratu do vlasti se už věnoval pouze pedagogické činnosti, zpočátku na konzervatoři v Brně a Vídni a částečně i na Vysoké škole múzických umění v Bratislavě, kde se spřátelil i s legendou klasické kytary Štěpánem Rakem. Později v osmdesátých letech přestoupil na Státní konzervatoř Praha, kde zastával post zástupce ředitele a řadu let i vedoucího kytarového oddělení.

## Dílo
Až do své smrti 21. srpna v roce 1998 byl velmi aktivní a pedagogicky činný. Napsal a vydal u nakladatelství Opus úspěšnou a respektovanou „Školu akordů a stupnic pro klasickou kytaru“. Byl pravidelně zván do mnoha porot a podílel se pravidelně na dramaturgii soutěže „Kytara Kutná Hora“. O profesoru Arnoštu Sádlíkovi se hovoří jako o jednom ze zakladatelů „České kytarové školy“, neboť jeho žáci (Martin Mysliveček, Petr Paulů, Pavel Steidl, Vladislav Bláha a další) dosahovali v soutěžích mimořádných úspěchů.